# Live in Japan 2002 (Simple Plan)
Live in Japan 2002 è il primo album dal vivo dei Simple Plan, pubblicato in Giappone nel 2003 e in una differente versione in Canada nel 2004.

## Tracce
Edizione giapponese
1. You Don't Mean Anything (live) - 3:50
2. The Worst Day Ever (Live) - 4:53
3. Grow Up (Live) - 4:16
4. American Jesus (Live) - 3:58
5. I'm Just a Kid (Live) - 5:06
6. Addicted - 3:52
7. Vacation - 2:32
8. Surrender (Cheap Trick cover) - 2:48

Edizione canadese
1. You Don't Mean Anything (live) - 3:50
2. The Worst Day Ever (Live) - 4:53
3. Grow Up (Live) - 4:16
4. I'm Just a Kid (Live) - 5:06

## Formazione
- Pierre Bouvier - voce, chitarra addizionale
- David Desrosiers - basso, voce secondaria
- Sébastien Lefebvre - chitarra ritmica, voce secondaria
- Jeff Stinco - chitarra solista
- Chuck Comeau - batteria

## Classifiche
| Classifica (2003) | Posizione massima |
| ----------------- | ----------------- |
| Giappone          | 164               |